# Террачина
Террачи́на (итал. Terracina) — город в Италии с населением 46 245 чел. (на 1 мая 2018) в провинции Латина, в области Лацио. Город-курорт на берегу Тирренского моря, примерно на полпути между Анцио и Гаэтой. Славится своими пляжами и лечебными грязями.
Дорога via Pontina (Рим—Помеция—Априлия—Латина—Террачина), построенная во времена Муссолини, кончается на окраине города развязкой с Аппиевой дорогой.
Покровитель коммуны — святой Кесарий из Террачины; празднование в понедельник после первого воскресения после 5 ноября.

## История
Террачина упомянута в тексте самого раннего договора римлян с Карфагеном, который приведён у Полибия. По сведениям Плиния Старшего, впоследствии город заселили вольски, переименовавшие его в Анксур (Anxur).
С IV века до н. э. город в составе Римской республики под именем Colonia Anxurnas, впоследствии изменённым на нынешнее. Через городской форум римлянами была проложена Аппиева дорога. Город становится крупной пристанью и курортом, где велись большие строительные работы, особенно при Траяне. От Аппиевой дороги здесь отходила прибрежная Via Severiana.
В Средние века Террачина долгое время оставалась наиболее северным византийским владением в Италии. Теодорих Великий велел построить здесь свой дворец. После 872 года — формально в составе Папской области, хотя в XI веке городом фактически правили Кресцентии, а с 1153 по 1202 год — феодалы из рода Франджипане. В 1088 году в Террачине был проведён первый за пределами Рима конклав.

## Достопримечательности
В Террачине сохранились в руинах многочисленные памятники античности — императорские виллы, форум, крупный храмовый комплекс Юпитера Анксурского и следы городских стен, возведённых за несколько столетий до нашей эры. Над храмом Августа в XI веке была надстроена в романском стиле соборная церковь св. Кесария. Исторический центр города расположен на горе, вдоль моря — полоса песчаных пляжей и дорога с большим количеством отелей.

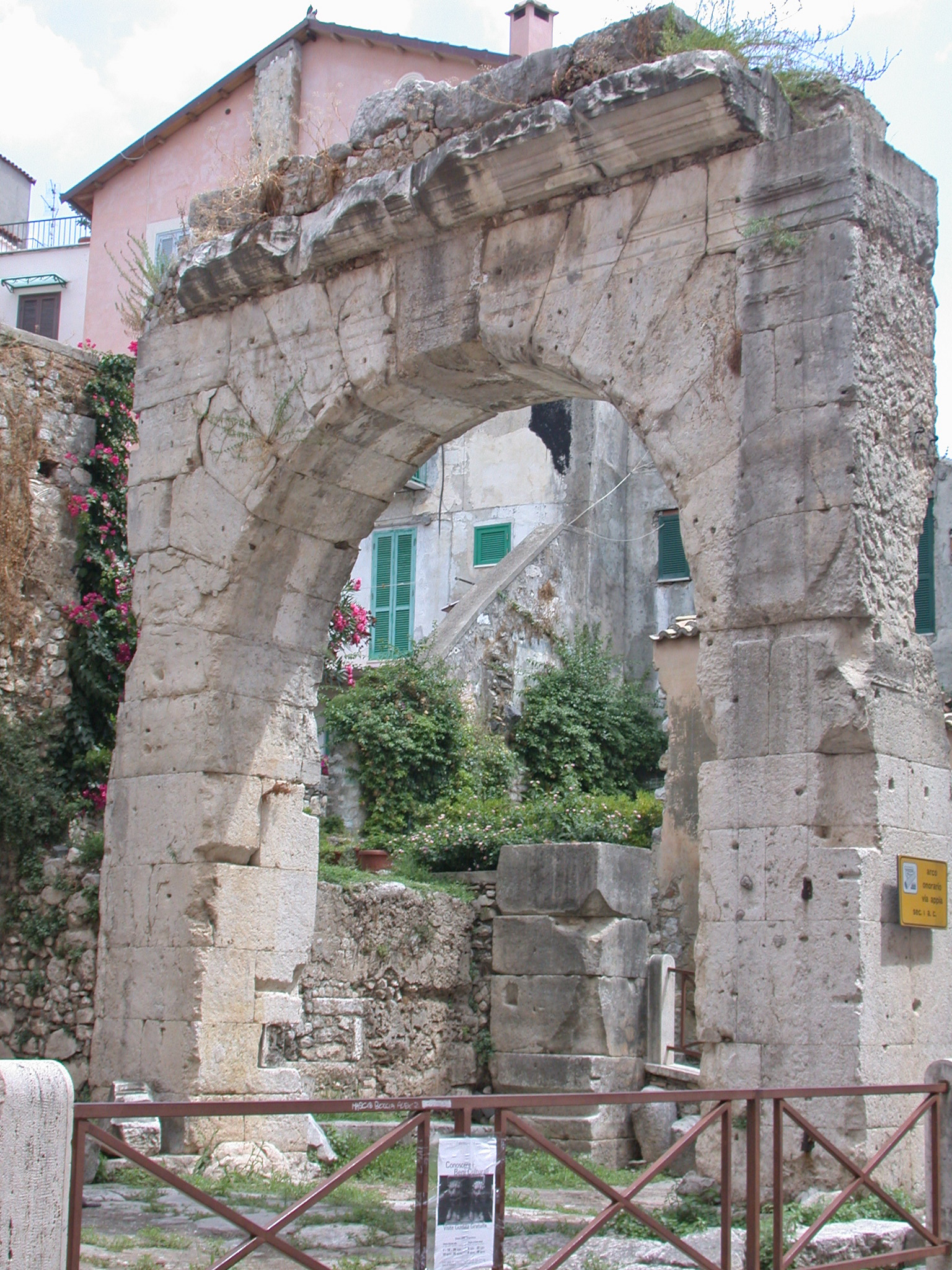
Арка вдоль Аппиевой дороги
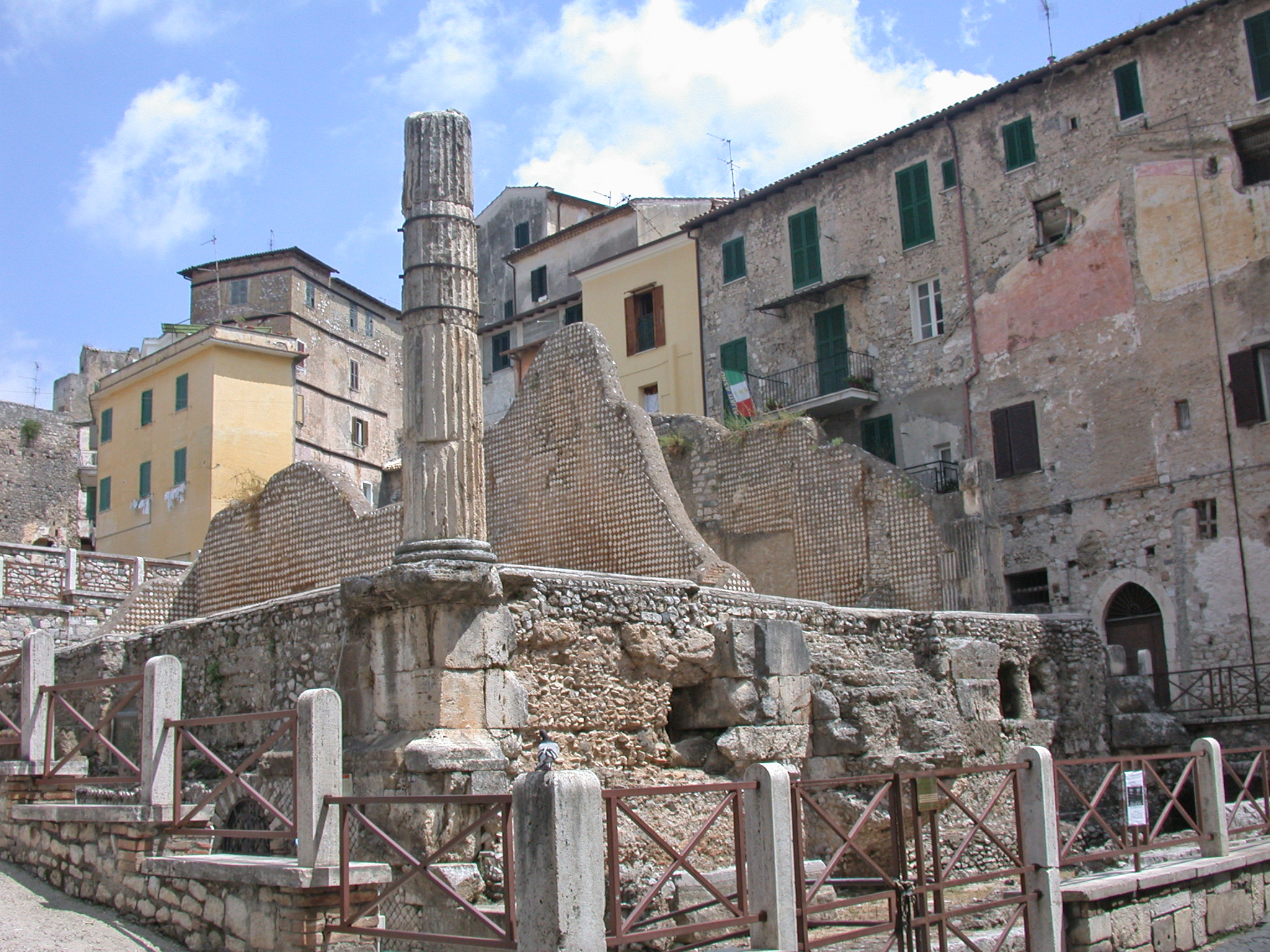
Руины форума
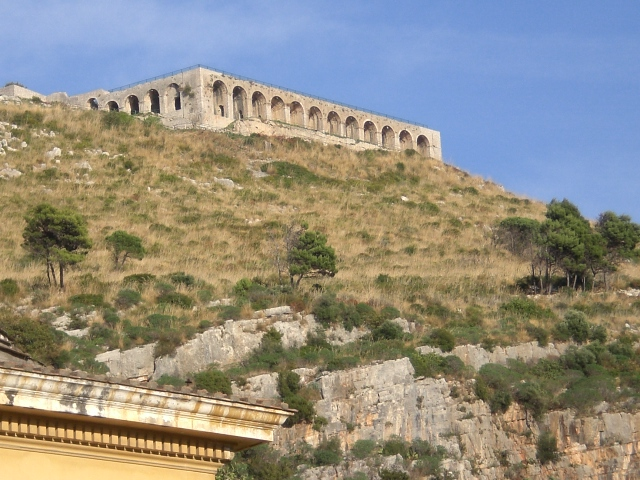
Храм Юпитера

## Справочные данные
Население составляет 42 820 человек (на 2005 г.), плотность населения составляет 315 чел./км². Занимает площадь 136 км². Почтовый индекс — 04019. Телефонный код — 0773.

## Города-побратимы
- Кобулети (Грузия)